# Coesfelder Kreuz (Münster)

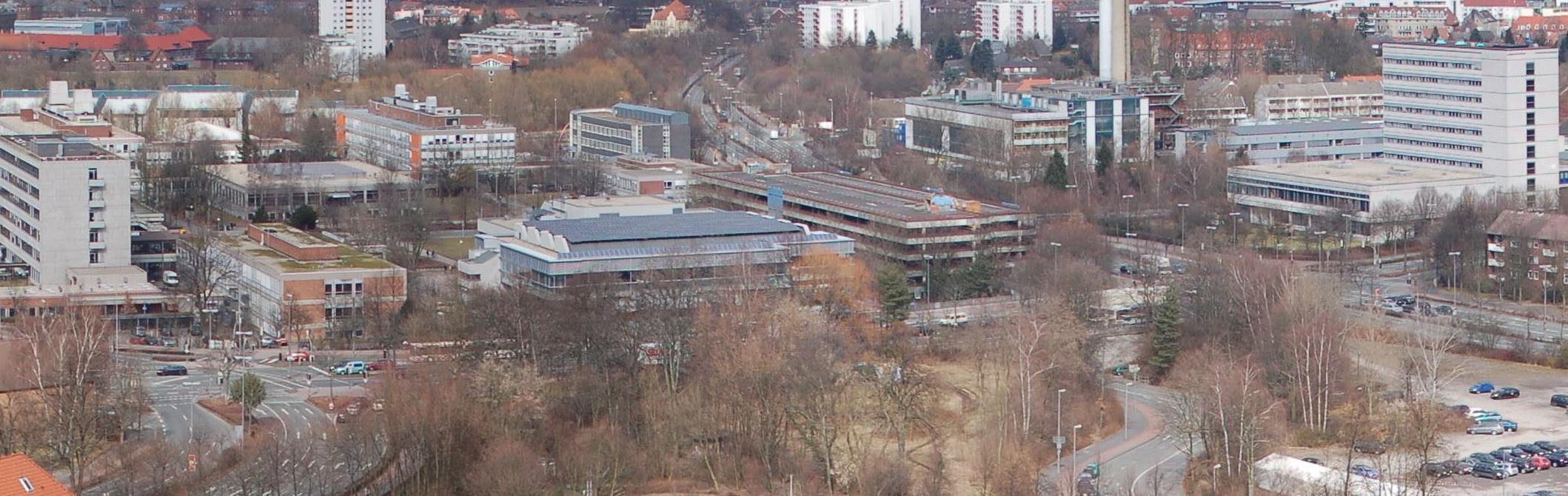
Der Verkehrsknotenpunkt am Coesfelder Kreuz vom Dach des Universitätsklinikums fotografiert. Links die westliche Kreuzung zu den westlichen Stadtteilen und Hochschuleinrichtungen, rechts die Kreuzung am Stadtring. In der Mitte ist die Mensa am Ring zu sehen. Ihr gegenüber – von Bäumen verdeckt – steht das Coesfelder Kreuz.

Das Coesfelder Kreuz im westfälischen Münster ist ein christliches Flurkreuz im Westen der Stadt, an dem sich in unmittelbarer Umgebung der nach ihm benannte wichtige Verkehrsknotenpunkt im Straßenverkehr sowie im innerstädtischen Busnetz entwickelt hat. Dieser besteht aus zwei großen Kreuzungen, die in Ost-West-Richtung etwa 200 m voneinander entfernt liegen.

## Verkehr

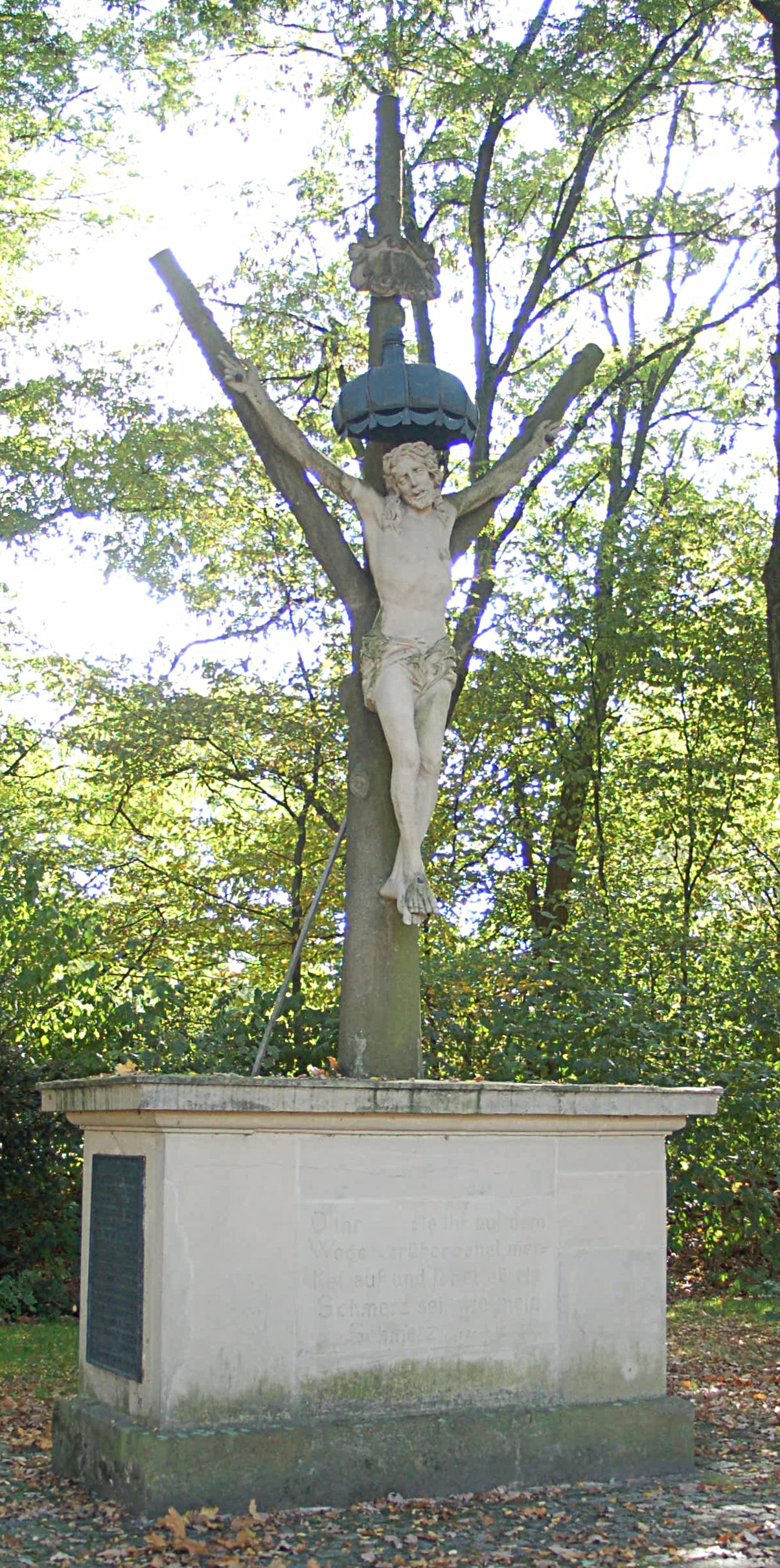
Das eigentliche Wegekreuz, dem Coesfelder Kreuz nachempfunden

Die westliche Kreuzung dient als Verteiler zum Zentralklinikum, den Instituten im Naturwissenschaftlichen Zentrum der Westfälischen Wilhelms-Universität, der Fachhochschule sowie in Richtung der Stadtteile Gievenbeck und Roxel sowie der zum Kreis Coesfeld gehörenden Gemeinde Havixbeck. Hier treffen sich – von Norden im Uhrzeigersinn – die Corrensstraße, die Einsteinstraße, die Albert-Schweitzer-Straße sowie die Von-Esmarch-Straße.
Über die östliche Kreuzung wird der Anschluss an den Hauptverkehrsring um die Stadtmitte realisiert, der hier vom Orléans-Ring in den Rishon-Le-Zion-Ring übergeht und auf die Einsteinstraße trifft. Die Domagkstraße unterquert den Verkehrsknotenpunkt in Nord-Süd-Richtung.
Neben dem Hauptbahnhof und dem Ludgeriplatz ist die Bushaltestelle Coesfelder Kreuz ein wichtiger Umsteigepunkt im öffentlichen Personennahverkehr. Zahlreiche Stadt- und Regionalbuslinien erlauben den Wechsel zu den westlichen Stadtteilen und Umlandgemeinden oder in das Stadtzentrum von Münster. Ein Parkhaus in dieser verkehrstechnisch günstigen Lage macht aus der Bushaltestelle eine Park-and-ride-Station. Wenn die Kapazitäten der zentrumsnahen Parkplätze bei Großveranstaltungen wie dem Send oder anlässlich der Weihnachtsmärkte nicht ausreichen, werden oftmals Sonderbusse eingesetzt.

## Umgebung
Am Coesfelder Kreuz befinden sich die Lukaskirche sowie zahlreiche Gebäude der münsterschen Hochschulen, insbesondere die der Fachbereiche Mathematik und Informatik, Physik, Chemie und Pharmazie, Biologie sowie Geowissenschaften. Die Kliniken des Universitätsklinikums sind in der Nähe, wie auch das Fachhochschulzentrum der der FH. Aus diesem Grund entstand hier die Mensa am Ring.

## Geschichte
Im Jahre 1689 wurde an der Abzweigung des Weges nach Gievenbeck von der Landstraße nach Coesfeld ein Wegekreuz aufgestellt, das dem Coesfelder Gabelkreuz aus dem 13. oder 14. Jahrhundert ähnelt. Gestiftet von Caspar Stübbe, Kanonikus in Wildeshausen und Vikar an St. Servatii in Münster, wurde es nach der Lokaltradition von Johann Mauritz Gröninger geschaffen. Es war traditionell Ausgangspunkt der Wallfahrtsprozession zum Coesfelder Gnadenbild.

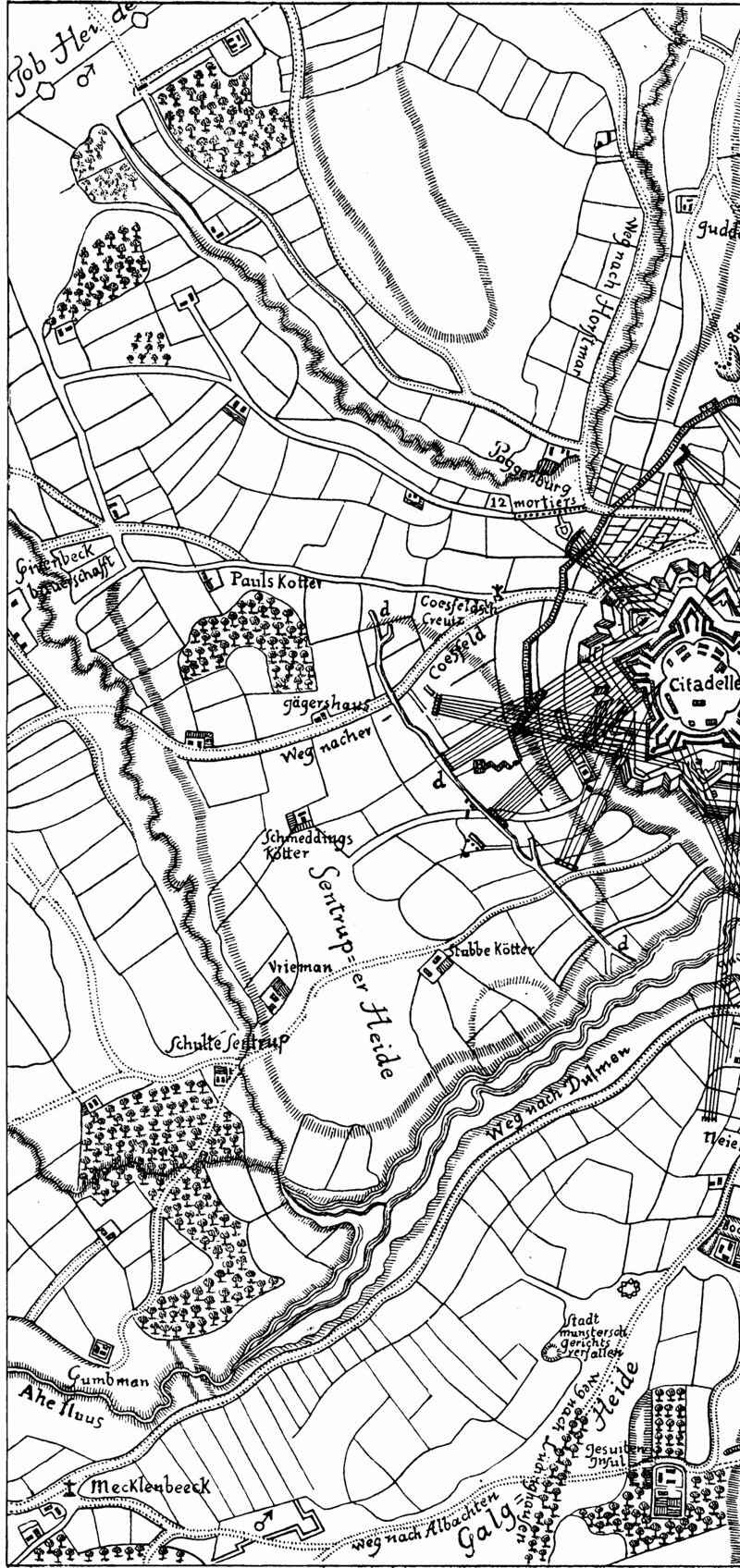
Coesfelder Gabelkreuz, Wegemarke 1760 im Plan zum Siebenjährigen Krieg

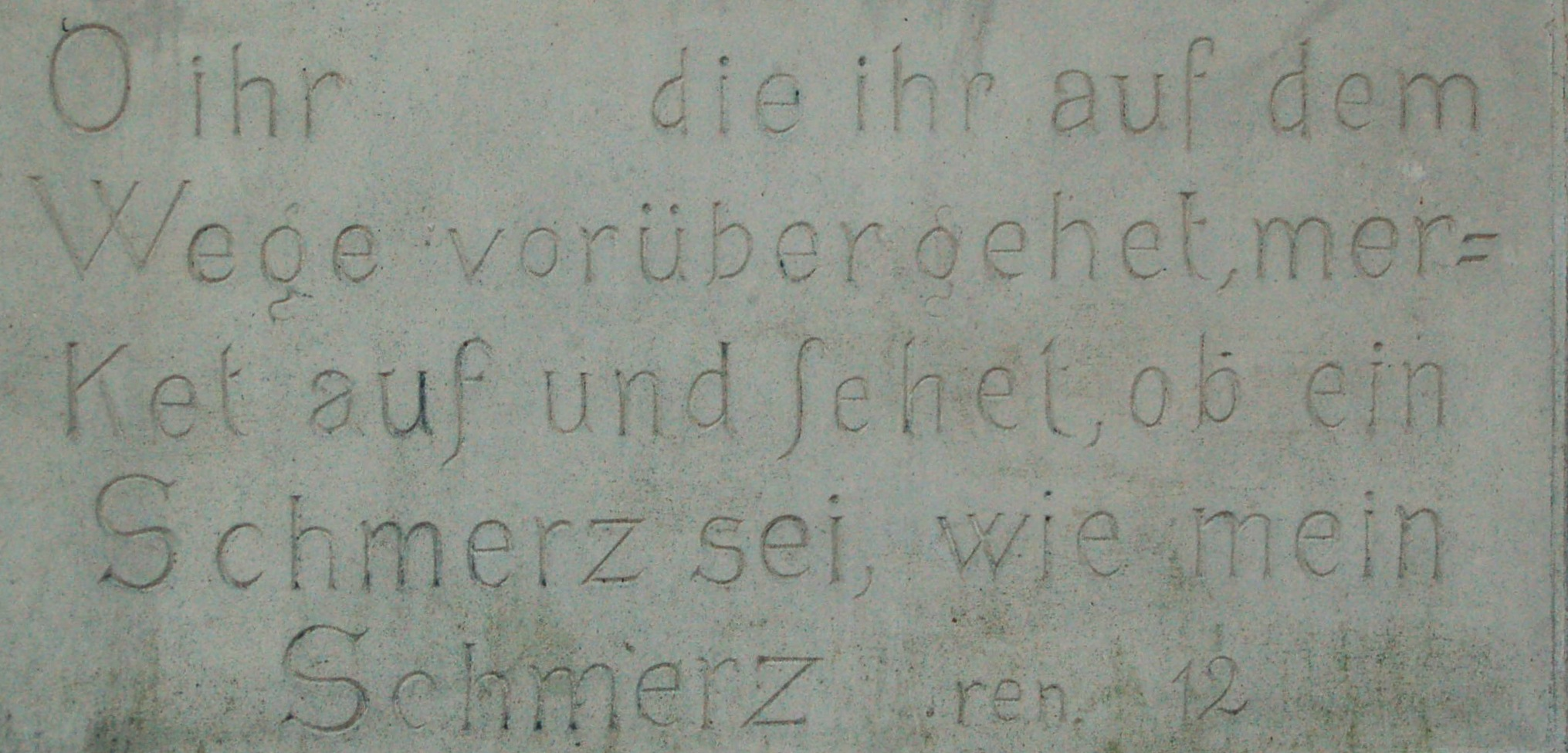
Die Inschrift

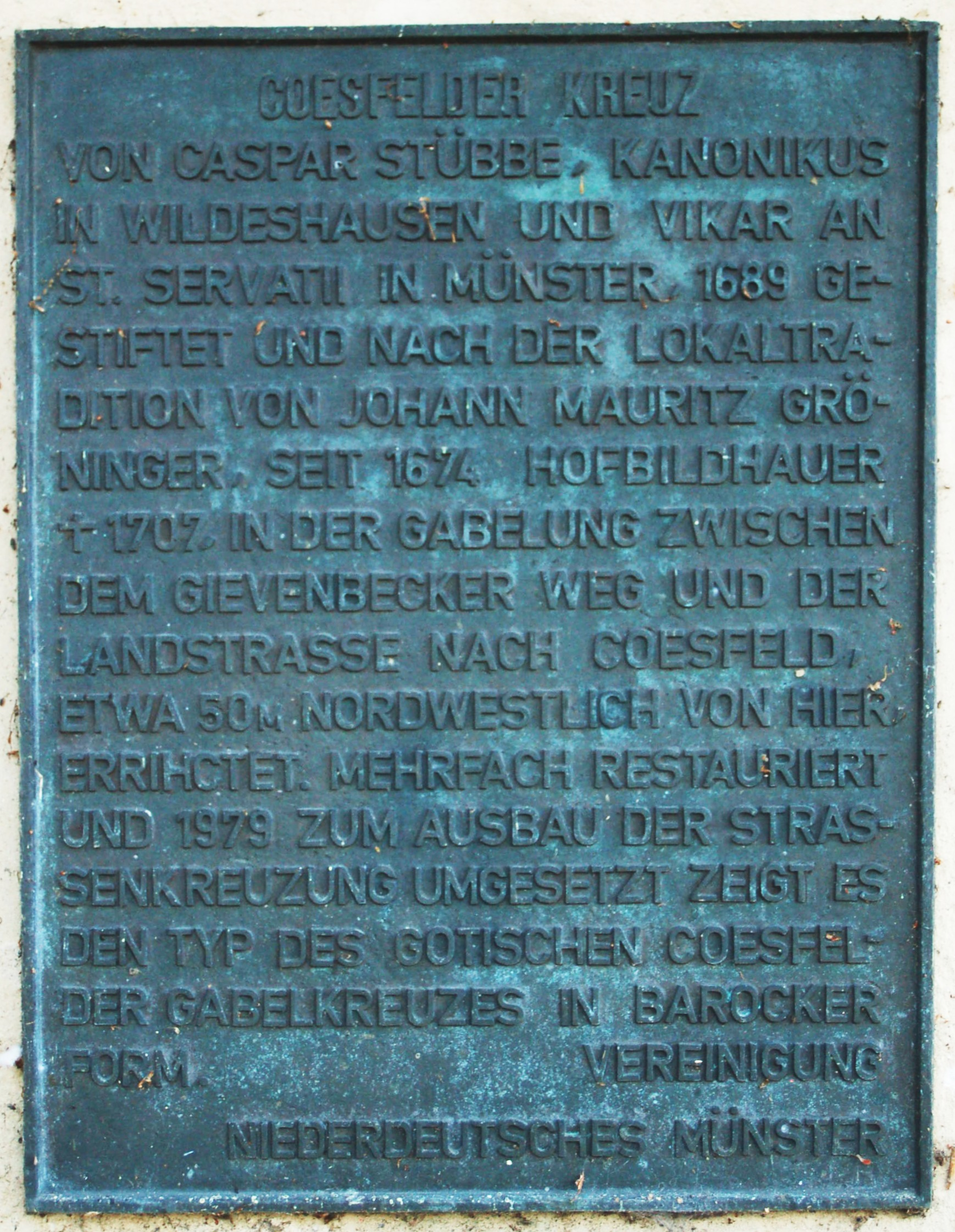
Die Plakette seitlich am Sockel

Der mittelalterliche Coesfelder Weg nahm seinen Anfang in zwei Strängen: in Deventer über Vreden, Stadtlohn, Gescher und aus dem Rheintal über Bredevoort, Winterswijk. Vereinigt führte die alte Landstraße über Coesfeld, Darup, Nottuln, Schapdetten, Tilbeck, Roxel nach Münster. Die Trasse verlief hier ungefähr entlang Albert-Schweitzer-Straße und Einsteinstraße. Viele Orte am Coesfelder Weg sind schon in karolingischer Zeit bekannt gewesen und im hohen Mittelalter wurden auf dem Laerbrock zwischen Schapdetten und Roxel Landtage abgehalten, auf denen die Landstände des Stiftes Münster sich trafen.
Der Kruzifixus hat den Siebenjährigen Krieg zwischen 1756 und 1763 unbeschadet überstanden. Münster wurde mehrfach belagert und erobert; auch unmittelbar westlich der Wegegabelung Coesfelder Kreuz befand sich eine größere Schanzanlage Redoute proche Croix de Coesfeld, wie sie in einem Plan von 1763 genannt wird. Im September 1759 gelangte zweimal Entsatz für die französischen Verteidiger Münsters in die Stadt – auch hier vorbei über Le grand Chemin pour Nottulen et Coesfeld. Am 20. November 1759 ergab sich Münster den Alliierten.
In einem Befestigungsplan von 1760 ist der Kruzifixus unter der Bezeichnung Coesfeldsch Creutz in seiner charakteristischen Gabelform eingezeichnet. Andererseits zeigt der hier beigegebene Kartenausschnitt für Mecklenbeck die häufigste Form dieser Wegezeichen; im (hier nicht mitgeteilten) Ostteil derselben Karte ist in St. Mauritz am Prozessionsweg ein Doppelkreuz eingezeichnet.
Nach dem ab 1975 erfolgten Ausbau der als Coesfelder Kreuz bekannten Straßenkreuzung zur Großkreuzung wurde das Wegekreuz Coesfelder Kreuz um einige Meter von der Nord- auf die Südseite der Straßen an seinen Standort zwischen Albert-Schweitzer-Straße und Einsteinstraße versetzt. Aus konservatorischen Gründen handelt es sich beim Corpus jetzt um eine Nachbildung; das originale Corpus befindet sich im Baumberger Sandsteinmuseum in Havixbeck.
Aufgrund einer Translozierung verlor der Kruzifixus Coesfelder Kreuz seine frühere Funktion an diesem bedeutenden historischen Verkehrsknotenpunkt. Er blickte nämlich dem Vorübergehenden entgegen, wenn er die Stadt verließ, und verdeutlichte ihm die markante Wegegabelung.